# Stefan Čupić
Stefan Čupić est un footballeur serbe né le 7 mai 1994 à Niš. Il évolue au poste de gardien de but à le Transinvest.

## Carrière
- 2012-201. : OFK Belgrade ( Serbie)
  - 2012 : FK Dorćo ( Serbie)

## Palmarès
- Vainqueur du championnat d'Europe des moins de 19 ans 2013 avec l'équipe de Serbie des moins de 19 ans